# Франсіско Ламоліна
Франсіско Оскар Ламоліна (ісп. Francisco Oscar Lamolina, нар. 25 жовтня 1950, Буенос-Айрес) — колишній аргентинський футбольний арбітр.
Дебютував на найвищому рівні 1980 року, мав статус міжнародного арбітра з 1987 до 1995 рік, а остаточно завершив кар'єру в 1999 році.

## Кар'єра
Він працював таких великих змаганнях :
- Кубок Америки 1987 (1 матч)
- Молодіжний чемпіонат світу 1991 року (3 гри, включаючи фінал)
- Кубок Америки 1993 (2 гри)
- Чемпіонат світу 1994 (2 гри)